# Cafè del Teatre de l'Escorxador
El Cafè del Teatre de l'Escorxador, o simplement Cafè del Teatre, és una sala de concerts a la ciutat de Lleida que va obrir les portes com espai annex al Teatre Municipal de l'Escorxador. Està situat al carrer Roca Llaurador número 4.
Entre els esdeveniments recurrents que s'hi celebren hi ha el Cafè Curt, unes sessions mensuals de projecció de curtmetratges, i activitats com la Mostra de Cinema Llatinoamericà de Catalunya, la Fira de Titelles, el Festival de Músiques Disperses, jam-sessions, presentacions literàries i altres espectacles en viu, especialment orientats a la música jazz i rock.